# Košťany nad Turcom
Košťany nad Turcom este o comună slovacă, aflată în districtul Martin din regiunea Žilina. Localitatea se află la altitudinea de 415 m deasupra n.m., se întinde pe o suprafață de 6,43 km2 și în 2017 număra 1.335 de locuitori. Se învecinează cu comuna Žabokreky.

## Istoric
Localitatea Košťany nad Turcom este atestată documentar din 1323.

## Demografie
| An:                | 1994 | 2004   | 2014    | 2024    |
| ------------------ | ---- | ------ | ------- | ------- |
| Număr de persoane: | 1089 | 1097   | 1300    | 1473    |
| Diferență:         |      | +0,73% | +18,50% | +13,30% |

| An:                | 2023 | 2024   |
| ------------------ | ---- | ------ |
| Număr de persoane: | 1440 | 1473   |
| Diferență:         |      | +2,29% |